# Srce
 Ovo je glavno značenje pojma Srce. Za druga značenja pogledajte Srce (razdvojba).
Srce je šuplji mišić, veličine stisnute šake, koji pumpa krv kroz krvne žile. Smješteno je u prsnom košu, zapravo sredogruđu (lat. mediastinum). Srce čovjeka ima masu 200 - 425 grama. Izvana ga štiti vanjska opna – osrčje. Srčana opna (lat. pericardium) je građena iz dva listića. Između srca i srčane opne nalazi se mala količina serozne tekućine koja štiti srce. Srce je građeno od srčanoga mišićnog tkiva. Dobro je prokrvljeno što mu osigurava dovoljno hrane i kisika. Ovaj šuplji mišićni organ podijeljen je mišićnom pregradom (lat. septum cordis) koja razdvaja desnu pretklijetku (lat. atrium dextrum) i desnu klijetku (lat. ventriculus dexter) od lijeve pretklijetke (lat. atrium sinitrum) i lijeve klijetke (lat. vetriculus sinister). Svaka strana dijeli se na dva dijela – manji je pretklijetka, a veći klijetka. Elastične opne – srčani zalisci – reguliraju prolaz krvi iz pretklijetke u klijetku. Oni imaju ulogu ventila: propuštaju krv u jednom smjeru, iz pretklijetke u klijetku. Tlak krvi koja prolazi iz pretklijetke u klijetku zatvori srčane zaliske pa vraćanje krvi nije moguće.

## Građa srca
Ljudsko srce ima četiri šupljine: dvije pretklijetke i dvije klijetke. U medicini se često rabi izraz "desno" i "lijevo" srce. Desno srce čini desna pretklijetka i desna klijetka; u desnu pretklijetku dolazi venska krv iz tijela koja se kroz desnu klijetku pumpa u pluća. 
Rad srca čine dvije radnje - skupljanje i širenje. Otkucaje srca moguće je osjetiti na vratu, zapešću ili podlaktici. To je bilo ili puls.
Krv iz desnoga srca u pluća vodi plućna arterija (u njoj se nalazi venska krv, no zove se arterija zato što je pravilo da se sve krvne žile koje idu od srca prema periferiji nazivaju "arterijama").
U plućima se krv rješava ugljikovog dioksida, a obogaćuje kisikom. Takva pročišćena krv sada je arterijska te iz pluća dolazi u lijevu pretklijetku plućnim venama (iako sadrže arterijsku krv, zovu se vene jer dolaze s periferije u srce). Iz lijeve pretklijetke arterijska krv dalje odlazi u lijevu klijetku pa u aortu, koja je raznosi po cijelome tijelu. Budući da lijevo srce pumpa arterijsku krv u cijelo tijelo (a desno srce vensku krv samo u pluća), u lijevom su srcu tlakovi triput veći te su njegove stijenke deblje i jače.
Latinski naziv za pretklijetku jest atrium (atrij), a za klijetku ventriculus (ventrikul). "Zid" koji dijeli srce na desno i lijevo srce (srčana pregrada) naziva se septum cordis. Zbog septuma nema kontakta između dviju pretklijetki i dviju klijetki. U protivnome bi došlo do miješanja venske i arterijske krvi. 
Između pretklijetke i klijetke nalazi se suženje (ventil ili valvula) sa zaliscima (zalistak je na latinski cuspis). Zalisci sprječavaju vraćanje krvi iz klijetke u pretklijetku. U desnom srcu nalaze se tri takva zaliska pa se valvula naziva "trikuspidalna valvula" ili valvula s tri kuspisa. U lijevom srcu između pretklijetke i klijetke nalaze se dva zaliska pa je to bikuspidalna valvula (još se zove i mitralna, jer sliči biskupovoj mitri). 
Zalisci se također nalaze na izlazu iz klijetki u plućnu arteriju i aortu. Ti zalisci se nazivaju polumjesečasti zalisci (lat. valvulae semilunares) i na polazištu arterije nalaze se po tri polumjesečasta zaliska. Na slobodnim rubovima zalistaka vežu se tanke tetivaste strune (lat. chordae tendineae), koje te rubove spajaju s bradavičnim mišićima (lat. musculi papillares). Ti mišići strše iz zidova srčane klijetke i vrhom su usmjereni prema pretklijetkama. Zalisci na izlasku iz desnog i lijevog ventrikula, smješteni su u početku plućne arterije i u početku aorte.
Polumjesečasti zalisci lijeve i desne komore jednake su i oblikuju ih po tri tanka vezivna listića obložena endokardom.
Srčani mišić krvlju opskrbljuju vjenačne arterije (lat. aa. coronariae cordis). Potoje dvije arterije i izlaze iz samog početka aorte, a ulaze u srčani mišić ispod zalistaka.
Ako se zbog bilo kojeg razloga krv vraća nazad kroz valvulu u pretklijetku, to se naziva insuficijencija valvule. Riječ insuficijencija dolazi od latinske riječi za "nedovoljno". Dakle valvula je nedovoljno funkcionalna da bi spriječila vraćanje krvi natrag. 
Ako zbog poremećaja srce treba obaviti veći rad nego što je normalno, srčane stijenke se zadebljavaju. 
Dvije faze rada srca jesu sistola i dijastola. Sistola je ispumpavanje, a dijastola punjenje srca krvlju.

### Histologija
Srce je građeno od tri sloja:
- endokard - oblaže unutrašnjost srca
- miokard - najdeblji sloj koji sadrži poprečnoprugaste mišićne stanice i provedbene srčane mišićne stanice
- epikard - vanjski sloj, visceralni dio osrčja (lat. pericardium)

Srčani skelet posebna je vezivna struktura na koje se vežu mišićne stanice, a sastoji se od četiriju fibroznih prstena i dvaju fibroznih trokuta.

### Provedbeno srčano mišićje
Stanice srčane muskulature imaju sposobnost stvaranja impulsa (akcijskog potencijala), koji uzrokuje kontrakcije (stezanje) srčanih mišićnih stanica, što pak uzrokuje kontrakciju srčanih šupljina. Provedbeno srčano mišićje sastoji se od posebnih stanica koje lakše stvaraju i brže prenose impulse, a raspoređene su u posebne strukture kako bi podraživanje mišićnih stanica srca i njihova kontrakcija bili koordinirani, radi što učinkovitijeg pumpanja krvi. 
Provedbeno srčano mišićje može se podijeliti na:
- sinuatrijski sustav koji se sastoji od sinuatrijskoga čvora (lat. nodus sinusatrialis)
- atrioventrikularni sustav koji se sastoji od:
  - atrioventrikularnoga čvora (lat. nodus atrioventricularis)
  - atrioventrikularnoga snopa, Hissova snopa (lat. fasciculus atrioventricularis) - glavno stablo snopa podijeli se na lijevi (lat. crus sinistrum) i desni krak (lat. crus dextrum)
  - Purkinjeovih niti

Srce može sadržavati brojne dodatne putove provođenja impulsa, kao što su Kentov snop, Jamesov snop, Mahaim vlakna. Oni uzrokuju poremećaje koji se ubrajaju u pre-eksitacijske sindrome.

## Embrionalni razvoj
Pregrađivanje srčanih pretklijetki počinje u petom tjednu trudnoće. Najprije nastaje primarna (lat. septum primum), a nakon toga sekundarna pregrada (lat. septum secundum). 
Prema klasičnom modelu razvoja srca, proces počinje kad se tanka membrana (lat. septum primum) počinje oblikovati na stražnjem i gornjem zidu atrija. Membrana raste te se napokon spoji s tkivom endokarda (unutrašnjost srca). Dok membrana raste, između nje i endokardijalnih jastučića postoji otvor, primarno ušće (lat. ostium primum), koji se zatvori kad se ove dvije strukture spoje. Prije nego što se primarno ušće posve zatvori, u primarnoj pregradi stvori se mali otvor, sekundarno ušće (lat. ostium secundum). Krajem petog tjedna embrionalnoga života počinje druga faza razvoja kad se u atriju počinje oblikovati sekundarna pregrada. Ova membrana također raste prema endokardijalnim jastučićima i prekriva sekundarno ušće. Sekundarna pregrada ostaje nepotpuna. Ovalni otvor (lat. fossa ovalis; foramen ovale) otvor je koji ostaje nakon što završi rast sekundarne pregrade.
Završna faza procesa počinje kad gornji dio sekundarne pregrade počinje propadati te napokon posve nestane. Potpuno oblikovana pretklijetka sada ima dvije pregrade, obje nepotpune, koje se preklapaju. Gornji dio sekundarne pregrade prekriva sekundarno ušće te oblikuje jednosmjerni ventil koji dopušta desno-lijevi protok krvi u fetusa.
Sve dok je dijete u maternici, između dvije pretklijetke postoji ovaj ovalni otvor koji skreće krv iz desnog u lijevo srce. Na ovaj način se sprječava odlazak velike količine krvi u pluća koja se još nemaju funkciju. U fetalnom je razdoblju tlak u desnoj pretklijetki veći nego u lijevoj što pospješuje tok krvi kroz ovalni otvor. Pri porodu dijete napravi prvi udah, rašire se pluća, snižava tlak u desnom srcu i zatvara ovalni otvor. U prosječno 70% osoba nakon rođenja se spajaju primarni i sekundarni septum te nastaje jedinstvena, cjelovita pregrada. Nepotpuno zatvaranje pregrade uzrokuje nastanak atrijskoga septalnog defekta.

## Vanjske poveznice
- (hrv.) Anatomija ljudskog Srca  Arhivirana inačica izvorne stranice od 28. kolovoza 2012. (Wayback Machine)
- (engl.) Heart Anatomy